# Биоиндикация

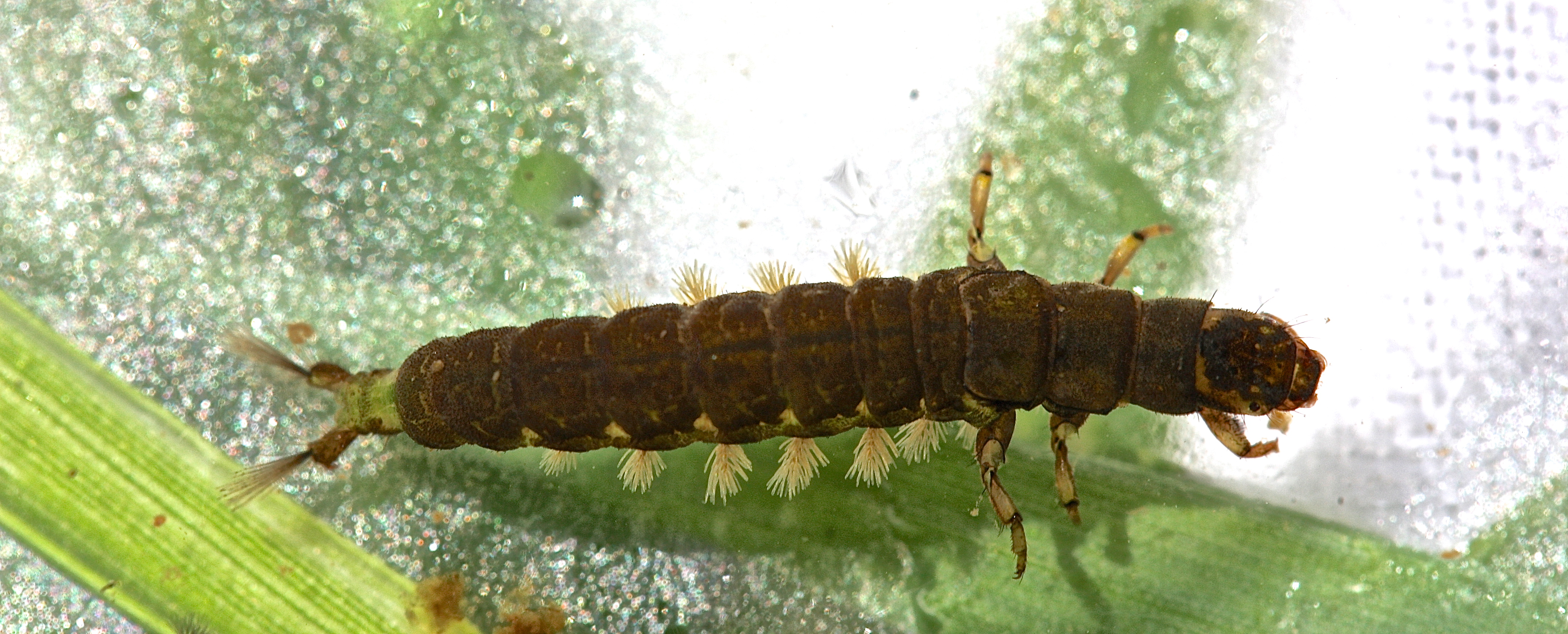
Ручейники используются как индикатор чистоты воды.

Биоиндикация — оценка качества природной среды по состоянию её биоты. Биоиндикация основана на наблюдении за составом и численностью видов-индикаторов.

## Экологические основы биоиндикации

Физиологическая кривая реакции организма

Реализованная экологическая ниша

В ходе онтогенетического и филогенетического развития любой организм в отношении любого фактора обладает генетически детерминированным и филогенетически приобретённым, уникальным физиологическим диапазоном толерантности, в пределах которого данный фактор не оказывает существенного влияния на жизнедеятельность организма, являясь переносимым. В случае низкой или высокой интенсивности силы фактора организм находится в зонах физиологического пессимума, когда силы воздействия находится за максимальными или минимальными пределами для конкретного организма — наступает угнетение жизнедеятельности организма и организм погибает. Данный диапазон неодинаков как для различных особей популяции (но колеблется в пределах определённых для вида) и неодинаков в разные стадии жизненного цикла организма, а также в случае когда значение интенсивности других факторов находятся либо в зоне пессимума или угнетения.
Развитие организма происходит под комплексным, синергетическим воздействием всевозможных комбинаций факторов среды биотической и абиотической природы. Зачастую развитие ограничивают факторы, находящиеся в зоне пессимума или угнетения (так называемое расширенное правило Либиха). В природе происходит лишь частичная реализация физиологических потенциалов — так называемая реализованная экологическая ниша (постконкурентная экологическая ниша, популяционная экологическая ниша, экологический диапазон присутствия, экологический потенциал). Экологический потенциал отражает реакцию организма на воздействие факторов. Физиологическая толерантность и экологическая потенция определяют его индикаторную ценность.
В результате как состояние организма, так и его численность, структура популяции отражают благоприятность состояния окружающей среды. Такие организмы, жизненные функции которых тесно скоррелированны с отдельными факторами среды, называются биоиндикаторами.
Существует две формы биоиндикации: когда одинаковые реакции организма могут быть вызваны различными факторами среды (в том числе и антропогенного происхождения) — тогда речь идёт о неспецифической биоиндикации; когда изменения реакции чётко связаны с изменением конкретного фактора — специфическая биоиндикация.

## Применение

### Применение в эпидемиологии и санитарии
Оценка угрозы инфекционных заболеваний достигается при мониторинге загрязнения водоёмов сточными водами. Именно канализационные стоки могут содержать патогенные микроорганизмы — основной источник инфекций, передаваемых через воду. Поскольку патогенных микроорганизмов много и выявлять каждый трудоёмко и нецелесообразно, разработан тест на кишечную палочку (Escherichia coli). Эта бактерия обитает в огромных количествах в толстой кишке человека и отсутствует во внешней среде. E.coli не патогенна и даже необходима человеку, но её присутствие во внешней среде — индикатор неочищенных канализационных стоков, в которых могут быть и патогенные микробы.

### Применение в экологии
Биоиндикация — оценка качества среды обитания и её отдельных характеристик по состоянию биоты в природных условиях.
Для учёта изменения среды под действием антропогенного фактора составляются списки индикаторных организмов — биоиндикаторов. Биоиндикаторы — виды, группы видов или сообщества, по наличию, степени развития, изменению морфологических, структурно-функциональных, генетических характеристик которых судят о качестве воды и состоянии экосистем. В качестве биоиндикаторов часто выступают лишайники, в водных объектах — сообщества бактерио-, фито-, зоопланктона, зообентоса, перифитона.

### Применение в геологических исследованиях
Ряд растений-индикаторов определённым видимым образом реагирует на повышенные или пониженные концентрации микро- и макроэлементов в почве. Это явление используется для предварительной оценки почв, определения возможных мест поиска полезных ископаемых.

## Биотестирование
Биоиндикацию часто путают с биотестированием. Но если при биоиндикации организмы извлекаются из природы и по их состоянию оценивают степень загрязнения, то при биотестировании качество воды или почвы оценивается посредством лабораторных объектов (животных, растительных, одноклеточных), помещённых в тестируемую среду уже в лаборатории.

### На английском языке
- Environmental Biomarkers Initiative at Pacific Northwest National Laboratory
- SIGNAL 2.iv — A Scoring System for Macroinvertebrates (‘Water Bugs’) in Australian Rivers User Manual. Author: Bruce Chessman
- Waterwatch website